# Biophytum mutisii
Biophytum mutisii är en harsyreväxtart som beskrevs av Paul Erich Otto Wilhelm Knuth. Biophytum mutisii ingår i släktet Biophytum och familjen harsyreväxter. Inga underarter finns listade i Catalogue of Life.